# Hans-Joachim Burgert
Hans-Joachim Burgert (* 8. September 1928 in Berlin; † 30. Januar 2009 ebendort) war ein deutscher Professor, Kalligraph, Grafiker und Bildhauer.

## Leben und Familie
Hans-Joachim Burgert wurde in Berlin geboren und studierte zwischen 1947 und 1954 an der Hochschule für Bildende Künste Malerei bei Karl Schmidt-Rottluff und Ernst Schumacher, sowie Grafik bei Willem Hölter. Er war verheiratet mit Benita, geb. von Hennigs und Vater von zwei Söhnen, darunter der Künstler Jonas Burgert. Seit 1977 war er Professor für Grundlehre der Architektur an der Fachhochschule Berlin. 1980 erhielt er den Spezial-Preis für Skulpturen vom Hakone Museum, Japan.

## Arbeit
1962 erfolgte die Gründung der Edition Burgert Handpresse. Seitdem entwickelte er sich mit seinen bibliophilen Drucken mit eigenen Hochdruckgraphiken und Schriftentwürfen zu einem profilierten und weltweit einflussreichen Kalligraphen. Zwischen 1966 und 1977 führte er Entwürfe von Orgelprospekten für Herford, Gelsenkirchen-Neustadt, Gelsenkirchen-Schalke, Hausberge, Bottrop, Vlotho und Berlin aus.

## Berliner Sammlung Kalligraphie
Burgert war maßgeblich an der Gründung der Berliner Sammlung Kalligraphie an der Akademie der Künste beteiligt. Er spendete siebzig Werke, um die Sammlung zu beginnen. Die Werke von Burgert, Friedrich Poppl und Werner Schneider gelten als Kern der Sammlung.

## Museum
Neben der Berliner Kalligraphiesammlung ist Burgerts Werk auch in der Sammlung des Cooper Hewitt, Smithsonian Design Museum enthalten. Seine Arbeiten sind in mehr als 25 Museen und Sammlungen Europas, der USA und Japan zu finden.
Sein schriftlicher Nachlass befindet sich im Deutschen Kunstarchiv im Germanischen Nationalmuseum in Nürnberg.

## Liste der Werke

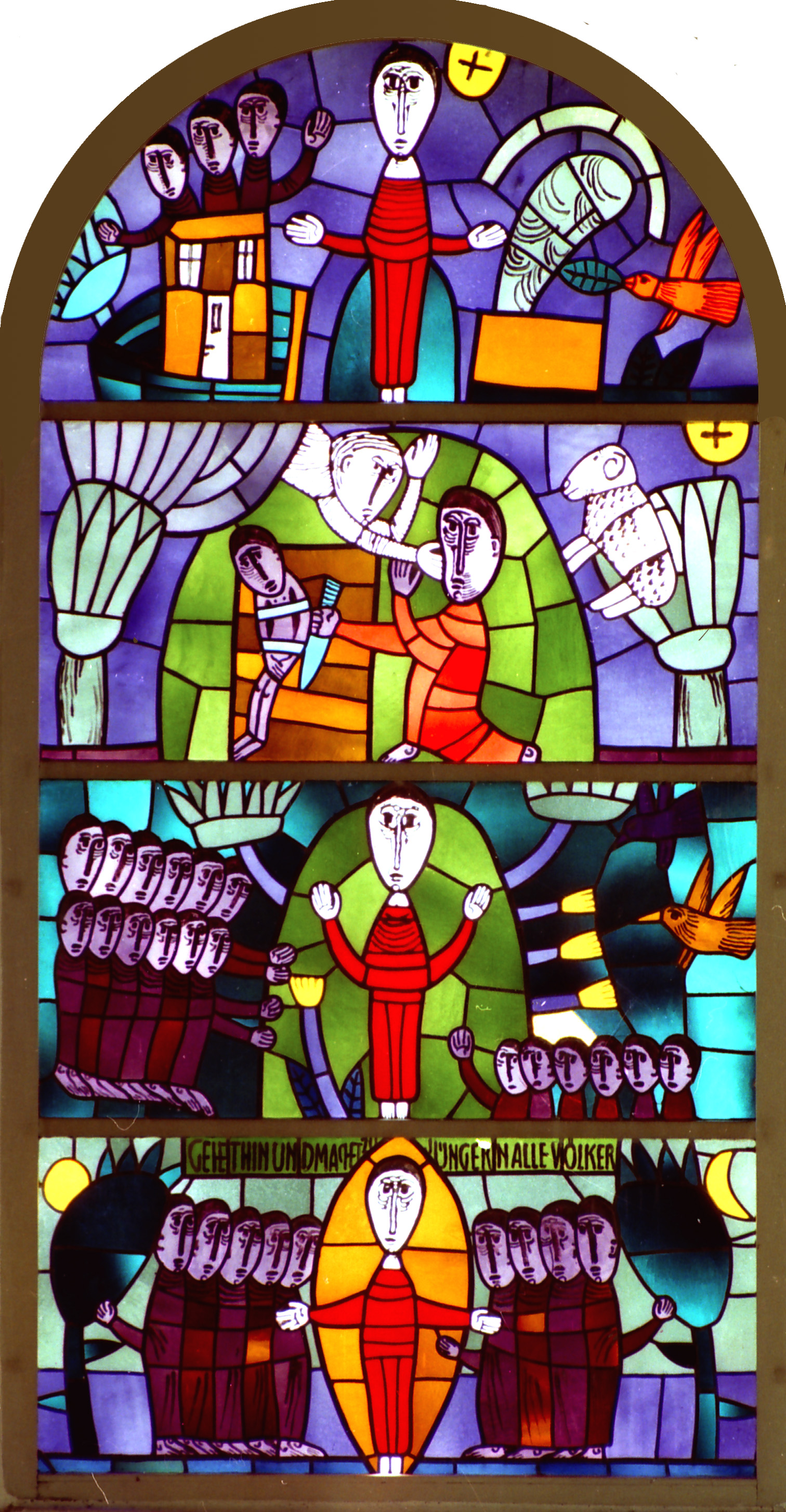
Rechtes Fenster der Dorfkirche Lichtenrade

Nachstehend ein Auszug der bekannten Werke:
- Kirche zum Heilsbronnen
- Berliner Sammlung Kalligraphie
- Marzahne
- Erlöserkirche (Berlin-Moabit)
- Weihnachtskirche (Spandau)
- Dorfkirche Lichtenrade (Berlin-Lichtenrade)
- Dorfkirche Schönefeld (Landkreis Dahme-Spreewald)
- The Calligraphic Line[6]
- Kreuz in der Berliner Schrippenkirche
- In der Dorfkirche Lichtenrade schuf er die bleiverglasten Fenster in der Altarwand, insgesamt 8 Bilder biblischer Szenen des Alten und Neuen Testaments in symbolisierender Darstellung. Ebenso das große Triumph-Kreuz über dem Altar mit farbigen Emaille-Tafeln, Bronzeguss-Tafeln und drei Bergkristallen besetzt, die Bibelstütze und die Leuchter für die Altar- und Osterkerze (ebenfalls Bronze-Guss) und die Taufschale. Diese Schale und die Bibelstütze sind mit Gravuren biblischer Themen in seinem Stil gestaltet.